# Kokdala
Kokdala est une ville de la région autonome du Xinjiang en Chine.